# Isophellia
Isophellia is een geslacht van zeeanemonen uit de klasse van de Anthozoa (bloemdieren).

## Soorten
- Isophellia algoaensis Carlgren, 1928
- Isophellia madrynensis Zamponi & Acuña, 1992
- Isophellia sabulosa Carlgren, 1900
- Isophellia stela Cutress, 1971